# Sergio Batista
Sergio Daniel Batista (Buenos Aires, 9 de novembro de 1962) é um ex-futebolista e atualmente técnico de futebol argentino.

## Biografia
Destacou-se especialmente no Argentinos Juniors, equipe que por mais tempo defendeu (de 1981, quando inciou a carreira, até 1988 e em 1991), conquistando o Campeonato Metropolitano (à época, mais valorizado que o próprio campeonato nacional argentino) e a Taça Libertadores de 1985. No mesmo ano, estrearia pela Seleção Argentina e acabaria convocado para a Copa do Mundo de 1986, em que foi campeão.
Em 1988, transferiu-se para o River Plate, sendo campeão nacional em 1990, ano de sua segunda Copa do Mundo. Foi uma das figuras-chave que tiveram de desfalcar a equipe na final, por suspensão ou lesão, assim como Claudio Caniggia, Ricardo Giusti e Julio Olarticoechea. Os argentinos dessa vez perderiam para a Alemanha Ocidental, vencida por eles quatro anos antes.
Batista encerrou a carreira em 1999 no All Boys, após passar também por Nueva Chicago e Tosu Futures, do Japão. Como treinador, chegou a dirigir o Argentinos Juniors e o Nueva Chicago e comandou a Seleção Argentina Sub-20 e Olímpica. no qual ganhou a medalha de ouro nos Jogos de Pequim - em que curiosamente apareceu de cabelos lisos e sem a sua barba característica. atualmente e o treinador da seleçao principal, onde atuou como interino e em novembro, foi efetivado e devido aos maus resultados, foi demitido em julho de 2011. depois assumiu o Shanghaï Shenhua. atualmente permanece na China, onde assume o Shanghaï Greenland.

## Títulos

### Como jogador
Clube
Argentinos Juniors
- Primera División Argentina (2): 1984 Metropolitano, 1985 Nacional
- Copa Libertadores: 1985

River Plate
- Primera División Argentina (1): 1989–90

### Internacional
Argentina
- Copa do Mundo da FIFA: 1986

### Como treinador
Argentina
- Jogos Olímpicos: 2008